# Округ Вуд (Тексас)
Округ Вуд (енгл. Wood County) је округ у америчкој савезној држави Тексас. По попису из 2010. године број становника је 41.964.

## Демографија
Према попису становништва из 2010. у округу је живело 41.964 становника, што је 5.212 (14,2%) становника више него 2000. године.
| Група             | 2000.          | 2010.          |
| Белци             | 31.848 (86,7%) | 35.628 (84,9%) |
| Афроамериканци    | 2.250 (6,1%)   | 1.972 (4,7%)   |
| Азијати           | 73 (0,2%)      | 161 (0,4%)     |
| Хиспаноамериканци | 2.102 (5,7%)   | 3.551 (8,5%)   |
| Укупно            | 36.752         | 41.964         |